# 红三军团革命旧址
红三军团革命旧址位于中华人民共和国湖北省黄石市大冶市刘仁八镇刘仁八村，现为全国重点文物保护单位。现已辟为红三军团建军纪念馆。
1930年5月，彭德怀率红五军主力到鄂东南与红五纵队会师。6月初，红五纵队扩编为红八军。6月中旬，红五军、红八军在刘仁八村召开军委扩大会议，即“刘仁八会议”。会议决定成立红三军团，下辖红五军和红八军，彭德怀为军团总指挥兼前委书记，滕代远任总政委。
旧址原为当地土豪刘凤成的住宅，为一进三重砖木结构建筑，每幢二层，建筑面积2394平方米。建筑立面具有西方古典建筑风格。

## 文物保护情况
1992年12月16日，以“红三军团团部旧址”的名义被湖北省人民政府列为第三批湖北省文物保护单位；2006年5月25日，以“红三军团革命旧址”的名义被中华人民共和国国务院列为第六批全国重点文物保护单位。
其作为文物的保护范围为：红三军团革命旧址及周围一定范围。四至：以旧址外墙为界，四周向外延伸20米。
其作为文物的建设控制地带为：以保护范围四至为界，四周向外延伸100米。